# باليومانينا (أيتوليا كي أكارنانيا)
باليومانينا (Παλαιομάνινα) هي مدينة في أيتوليا كي أكارنانيا في مقاطعة كينتريكي إلادا في اليونان.